# Bitzenhofen (Dasing)
Koordinaten: 48° 24′ N, 11° 2′ O
Bitzenhofen ist ein Ortsteil der Gemeinde Dasing im Landkreis Aichach-Friedberg (Bayern). Das Kirchdorf befindet sich nördlich der A8 am Bachgraben, einem linken Zufluss der Paar (Donau).

## Geschichte

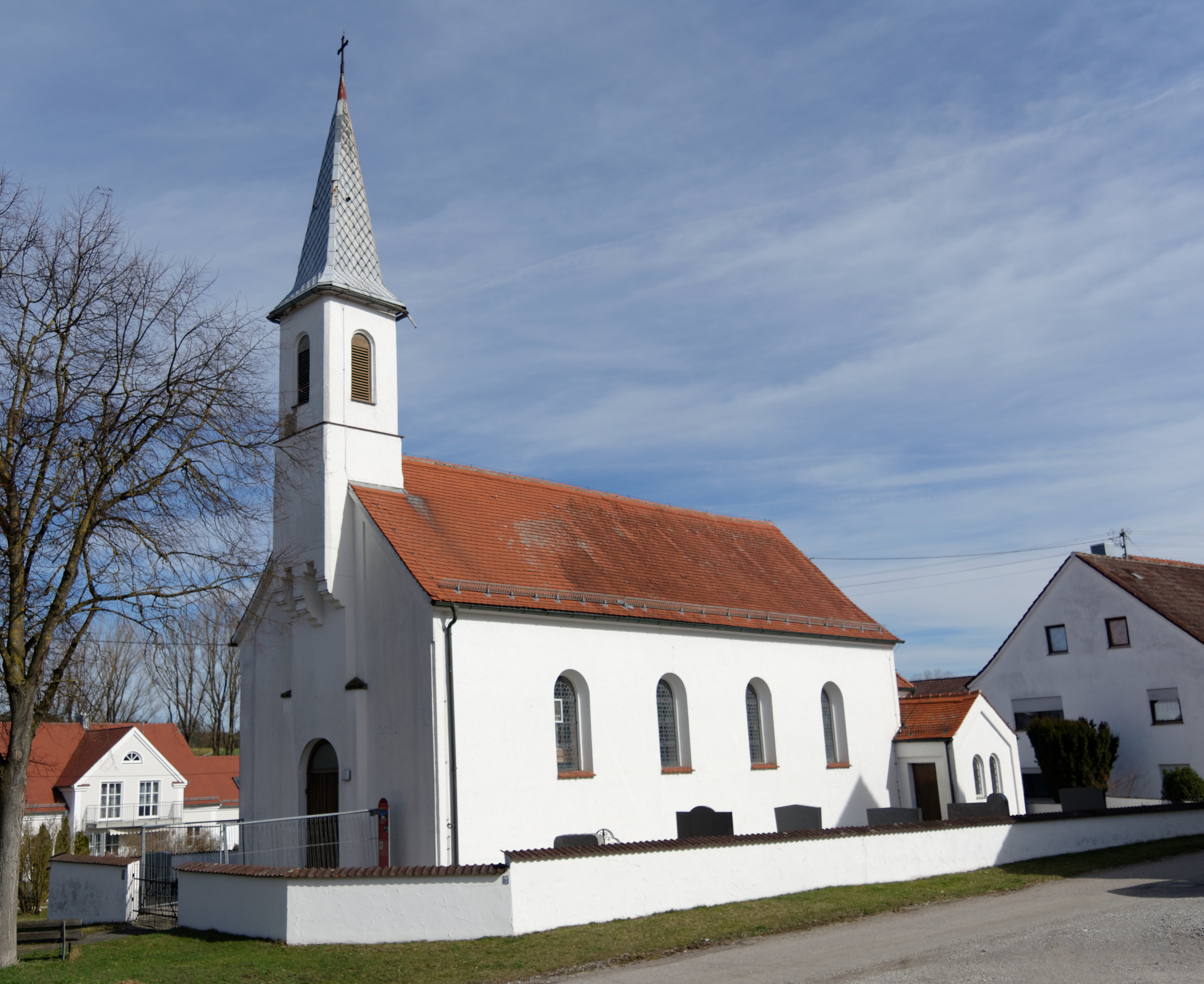
St. Nikolaus in Bitzenhofen

Bitzenhofen wurde wohl im 8. Jahrhundert von einem Buzzo gegründet. Der heute nicht mehr existente Stettenhof gehörte zur Gründungsausstattung des Klosters St. Ulrich und Afra in Augsburg um 1006. Die älteste Urkunde aus der Zeit zwischen 1146 und 1162 behandelt den Übertrag von Besitz eines Adalbertus an das Kloster in Buzzenhouen. Die Pfalzgrafen von Wittelsbach und später die Herzöge übten die Schirmherrschaft über das Klostergut aus. 1175 befanden sich sechs und eine halbe Hube im Besitz des Klosters. Das Kloster war bis zur Säkularisation größter Grundherr im Ort.
Bitzenhofen gehörte zur Gemeinde Taiting und wurde mit dieser am 1. Juli 1972 nach Dasing eingemeindet.

## Sehenswürdigkeiten
- Katholische Filialkirche St. Nikolaus

Siehe auch: Liste der Baudenkmäler in Bitzenhofen